# Festival du cinéma américain de Deauville 1990
Le Festival du cinéma américain de Deauville 1990, la 16e édition du festival, s'est déroulé du 31 août au 9 septembre 1990.

## Inédits
- Metropolitan de Whit Stillman
- Tante Julia et le Scribouillard (Tune in Tomorrow...) de Jon Amiel
- Pump Up the Volume  d'Allan Moyle
- Eating de Henry Jaglom
- Bad Influence de Curtis Hanson
- Business oblige (A Shock to the System) de Jan Egleson
- Cadence de Martin Sheen
- La Famille Cleveland (Twister) de Michael Almereyda
- The Big Bang de James Toback
- L'École de la vie (Rising Son) de John David Coles
- Eternity de Steven Paul
- Little Vegas de Perry Lang
- Thousand Pieces of Gold de Nancy Kelly

## Hommages
- Robert Duvall
- John Boorman
- Jon Voight
- Jane Russell
- Sidney Lumet
- Richard Chamberlain

## Palmarès
| Prix                                        | Lauréat                                                                          |
| ------------------------------------------- | -------------------------------------------------------------------------------- |
| Prix de la critique internationale ex aequo | Metropolitan de Whit Stillman et Tante Julia et le Scribouillard de Jon Amiel    |
| Prix du public ex aequo                     | Pump Up the Volume d'Allan Moyle et Tante Julia et le Scribouillard de Jon Amiel |
| Coup de cœur LTC ex aequo                   | Metropolitan de Whit Stillman et Pump Up the Volume d'Allan Moyle                |

## Sélection

### Hors Compétition
- Pretty Woman – Garry Marshall